# Hippacris arieticeps
Hippacris arieticeps är en insektsart som först beskrevs av Henri Saussure 1884.  Hippacris arieticeps ingår i släktet Hippacris och familjen gräshoppor. Inga underarter finns listade i Catalogue of Life.